# Millstream Brook
Millstream Brook – strumień (brook) w kanadyjskiej prowincji Nowa Szkocja, w hrabstwie Pictou, płynący w kierunku północno-wschodnim i uchodzący do East River of Pictou; nazwa urzędowo zatwierdzona 20 kwietnia 1976.